# Шертер
Шертер — древнеказахский и древнетюркский струнный щипковый инструмент. На шертере играли так же, как и на домбре, но при этом шертер был намного меньше домбры — он имел короткий гриф без ладов и отличался более сильным звучанием.
Внешне шертер напоминал кобыз, его также изготовляли из цельного куска древесины, придавали ему изогнутую форму, а корпус обтягивали кожей, натягивая две струны из конского волоса. Как правило, инструмент имел лишь один колок, поэтому обе струны продевали сквозь головку, а затем одну из них закрепляли к колку, а другую — прямо к головке. Струну, закреплённую на головке шертера, натягивали рукой, вторую же, прикреплённую к колку, подстраивал и соответственно высоте звука первой струны.
Шертер употребляли преимущественно для сопровождения кюев, сказаний, легенд. В отличие от асатаяка и дангыры получил широкое распространение в раннем средневековье, в настоящее время используется не так широко. В современное время изменились строение и внешний вид, гриф разделен на лады. Используется преимущественно в ансамблевой практике, введен в состав казахских музыкальных фольклорно-этнографических коллективов «Отрар сазы», «Жетыген», «Сазген» и др. Ввиду разрыва преемственности в исполнительской традиции в советское время, репертуар сольных исполнителей на шертере сейчас составляют всего два сохранившихся народных кюя «Ой-толгау» и «Сал-курен», которые были нотированы исследователем и исполнительницей Замзагуль Измуратовой. Остальные произведения репертуара представляют переложения домбровых кюев.